# Neocorynura jucunda
Neocorynura jucunda is een vliesvleugelig insect uit de familie Halictidae. De wetenschappelijke naam van de soort is voor het eerst geldig gepubliceerd in 1879 door Smith als Cacosoma jucundum.